# Sp.
Sp. est l’abréviation du mot latin ou anglais species, qui signifie « espèce », au singulier. Cette abréviation s'emploie en caractères romains souvent après le nom d'un genre, pour indiquer « espèce non précisée », par exemple Russula sp. signifie « espèce du genre Russule ».
Espèces, au pluriel, est abrégé en « spp. ».
L'abbréviation « spp. » plusieurs espèces, du latin species plurimae, sert à désigner plusieurs espèces non identifiées ou non encore décrites au sein d'un genre.